# Warren Barton
Warren Dean Barton (Islington, 19 maart 1969) is een voormalig profvoetballer uit Engeland, die als verdediger speelde. Hij beëindigde zijn actieve loopbaan in het seizoen 2004/05 bij Dagenham & Redbridge.

## Clubcarrière
Barton kwam uit voor achtereenvolgens Wimbledon, Newcastle United, Derby County, Queens Park Rangers, Wimbledon en Dagenham & Redbridge.

## Interlandcarrière
Barton kwam in totaal drie keer (geen doelpunten) uit voor de nationale ploeg van Engeland. Onder leiding van bondscoach Terry Venables maakte hij zijn debuut op 15 februari 1995 in de vriendschappelijke uitwedstrijd tegen Ierland (1-0 nederlaag). In datzelfde jaar kwam hij ook nog uit tegen Zweden (3-3) en Brazilië (1-3).